# 1492: Conquest of Paradise (álbum)
1492: Conquest of Paradise  é uma banda sonora (trilha sonora) do músico grego Vangelis, feita para o filme homônimo, (br: 1492 - A Conquista do Paraíso / pt: 1492 - Cristóvão Colombo), dirigido por Ridley Scott e lançado em 1992.
| Críticas profissionais                                                      | Críticas profissionais |
| Avaliações da crítica                                                       | Avaliações da crítica  |
| Fonte                                                                       | Avaliação              |
| --------------------------------------------------------------------------- | ---------------------- |
| Allmusic                                                                    | [ 2 ]                  |
| Esta tabela precisa de ser acompanhada por texto em prosa. Consulte o guia. |                        |

## Faixas
1. "Opening – 1:20
2. "Conquest of Paradise" – 4:47
3. "Monasterio de La Rábida" – 3:37
4. "City of Isabel" – 2:16
5. "Light and Shadow" – 3:46
6. "Deliverance" – 3:28
7. "West Across the Ocean Sea" – 2:52
8. "Eternity" – 1:59
9. "Hispañola" – 4:56
10. "Moxica and the Horse" – 7:06
11. "Twenty Eighth Parallel" – 5:14
12. "Pinta, Nina, Santa Maria" (into eternity) 13:20